# Diego Tardelli
Diego Tardelli Martins, eller endast Diego Tardelli, född 10 maj 1985 i Santa Bárbara d'Oeste, är en brasiliansk fotbollsspelare som spelar som anfallare för Atlético Mineiro.

## Meriter
- São Paulo
  - Campeonato Paulista: 2005
  - Copa Libertadores: 2005
  - Campeonato Brasileiro Série A: 2007
- PSV Eindhoven
  - Eredivisie: 2007
- Flamengo
  - Campeonato Carioca: 2008
- Atlético Mineiro
  - Campeonato Mineiro: 2010, 2013
  - Copa Libertadores: 2013
  - Recopa Sudamericana: 2014
  - Copa do Brasil: 2014